# Os Caminhantes de Santa Luzia
Os Caminhantes de Santa Luzia é uma novela (primeiro livro) de Ricardo Ramos. Foi escrita em 1959. Ganhador, em 1960, do Prêmio Jabuti de Literatura. 
A novela é dividida entre quinze capítulos e descreve o drama vivido por Luzia, Valério e Benvido na cidade de Santa Luzia, Alagoas.  Trata-se de uma novela regionalista, ambientada no Nordeste Brasileiro, que pretende desvelar os dramas de “peregrinos da fé, místicos pobres do sertão do nordeste” que buscam, na misericórdia divina, a Cidade de Deus, contrária a Cidade dos homens. Enquanto esta, profana, é, pois, símbolo do pecado, da corrupção e das perversidades humanas, aquela, sagrada, é símbolo de liberdade, da solidariedade, da moral, da ética.  

## Prêmios
- Prêmio Jabuti de Literatura